# Ворохобино (Московская область)
Ворохобино — деревня в Сергиево-Посадском районе Московской области, в составе муниципального образования Сельское поселение Васильевское (до 29 ноября 2006 года входила в состав Васильевского сельского округа).
Ворохобино расположено примерно в 16 км (по шоссе) на запад от Сергиева Посада, на водоразделе рек Имбушки и Пажи, высота центра деревни над уровнем моря — 234 м.
На 2016 год в деревне зарегистрировано 5 садовых товариществ. Деревня связана автобусным сообщением с райцентром и соседними населёнными пунктами.

## Население
| 2002 | 2006 | 2010 |
| ---- | ---- | ---- |
| 2    | →2   | ↗14  |